# Plietlgraben
Der Plietlgraben ist ein rund 0,6 Kilometer langer, rechter Nebenfluss der Kainach in der Steiermark.

## Verlauf
Der Plietlgraben entsteht im östlichen Teil der Gemeinde Kainach bei Voitsberg, im östlichen Teil der Katastralgemeinde Kainach, nordwestlich des Hauptortes Kainach bei Voitsberg, nordöstlich des Hofes Eisner und südwestlich des Wirtshauses Blütl. Er fließt zuerst in einem Rechtsbogen, dann in einem flachen Linksbogen sowie anschließend in einem abrupt in einer Gerade endenden Rechtsbogen insgesamt nach Osten. Im Nordosten der Katastralgemeinde Kainach mündet er südöstlich des Wirtshauses Blütl etwa 100 Meter westlich der L341 in die Kainach, die danach etwas nach rechts abbiegt. Am gegenüber liegenden Ufer, aber auf selber Höhe mit der Mündung zweigt ein Seitenarm von der Kainach ab. Auf seinem Lauf nimmt der Plietlgraben von rechts einen unbenannten Wasserlauf auf.